# Kafnaald (gras)

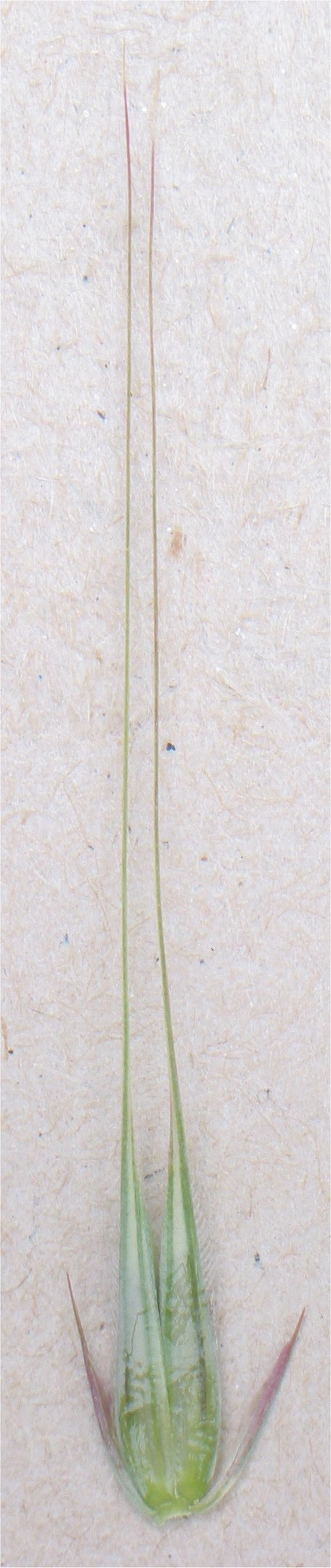
kafnaalden bij rogge

De kafnaald is bij veel grassen de aan de top of op de rug van het onderste kroonkafje (lemma) ingeplante lange naald. Het is een voortzetting van de middennerf van het onderste kroonkafje. Het bovenste kroonkafje (palea) kan soms een kort kafnaaldje hebben.
Bij de grassen worden aartjes gevormd. De onderste twee blaadjes van een aartje zijn de kelkkafjes. De volgende schubjes aan de as van het aartje zijn de kroonkafjes, het lemma en palea. Het lemma en palea bezitten enige stevigheid, ook al zijn ze heel dun.

## Vorm
De kafnaald kan zeer kort tot zeer lang en recht of krom zijn. Bij gevorkte gerst is de kafnaald vervangen door een kort, drietandig vorkje. Ook zijn er geknikte of hakerige kafnaalden, zoals bij kruipertje (Hordeum murinum).

## Verspreiding
Kafnaalden hebben een functie bij de verspreiding van de zaden en zorgen ervoor dat deze zich beter verspreiden. Buntgras (Corynephorus canescens) heeft een kafnaald met een knotsvormig deel, dat fungeert als mierenbroodje. Mieren verslepen de vrucht.

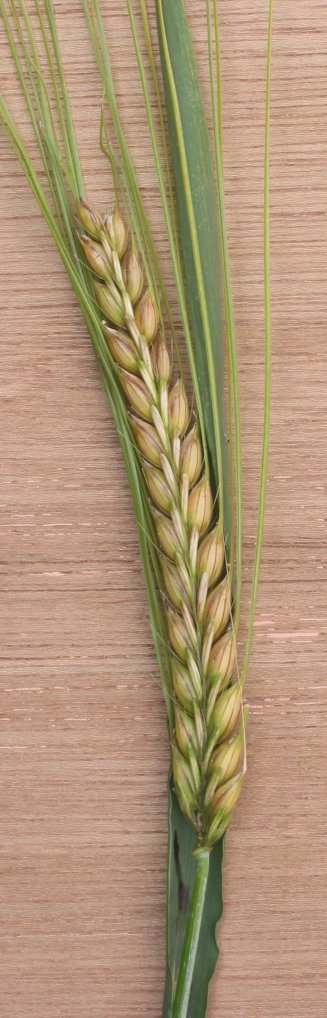
kafnaalden bij gewone gerst
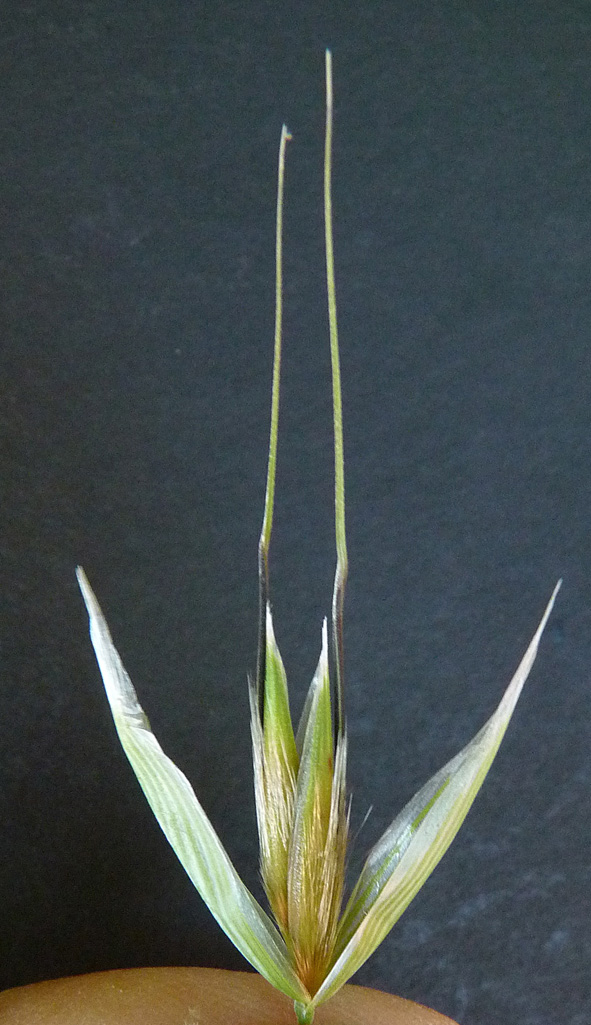
kafnaalden bij oot
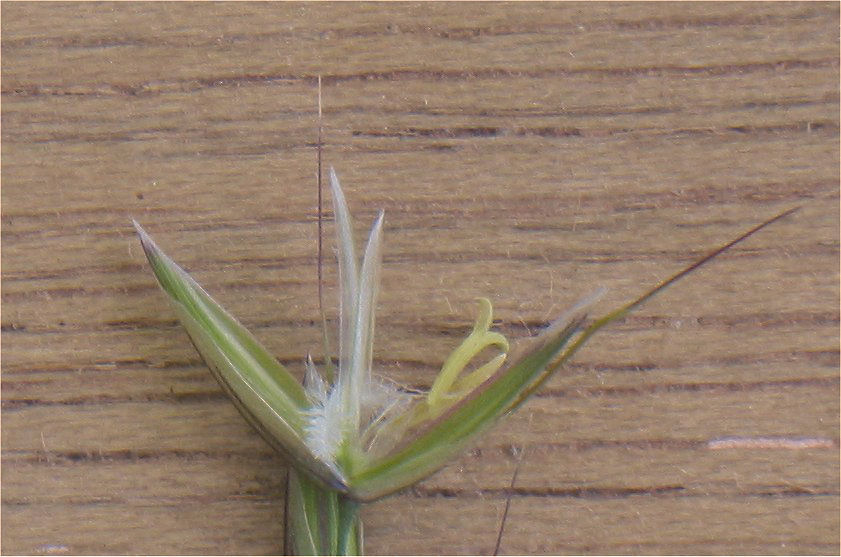
kafnaald bij glanshaver
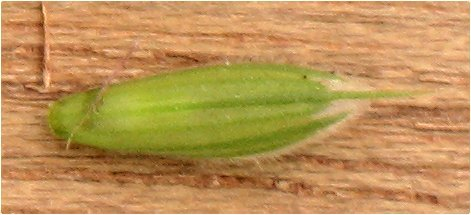
kafnaald bij zachte dravik